# Kostelní Lhota
Kostelní Lhota település Csehországban, a Nymburki járásban. Kostelní Lhota Vrbová Lhota, Sadská, Písková Lhota, Pečky, Milčice, Zvěřínek és Hořátev településekkel határos. Lakosainak száma 915 fő (2024. január 1.).

## Népesség
A település lakosságának változását az alábbi diagram mutatja:
| Lakosok száma | 805  | 816  | 938  | 876  | 767  | 850  | 847  | 849  | 853  | 915  |
|               | 1869 | 1900 | 1921 | 1961 | 1980 | 2011 | 2016 | 2019 | 2021 | 2024 |